# South African National Climbing Federation
South African National Climbing Federation (SANCF) deutsch Südafrikanischer Nationaler Kletterverband ist der Dachverband für Sportklettern, der Leadklettern, Bouldern und Speedklettern umfasst. SANCF überwacht das Wettkampfklettern im ganzen Land sowie die Förderung und Entwicklung des Sports in künstlichen Kletterumgebungen. SANCF ist der Weltorganisation International Federation of Sport Climbing (IFSC) mit dem Status eines Vollmitglieds und SASCOC angeschlossen. Der SANCF organisiert nationale Wettbewerbe in verschiedenen Altersgruppen (einschließlich unter 13, unter 15, unter 17, unter 19 und offen), und Geschlechterkategorien in den Hauptdisziplinen wie den National Boulder Series Championships und dem National Lead Climbing Competition sowie die Entsendung repräsentativer Teams, um an internationalen Wettbewerben teilzunehmen. Südafrikanische Kletterer nehmen auch an der Montagu Rock Rally, der Boven Rock Rally und der The Rory Challenge teil.

## Geschichte
Die South African National Climbing Federation (SANCF) wurde 2010 mit dem Ziel gegründet, das Sportklettern bei südafrikanischen Jugendlichen zu fördern. Es ist eine Organisation, die mit Hilfe von Freiwilligen geführt wird, die ihre Erfahrungen und Talente teilen. SANCF wurde 2010 dem Weltverband International Federation of Sport Climbing angeschlossen, der es ihm ermöglichte, ein Team von 16 Jugendlichen als Südafrikas erstes wettbewerbsfähiges Kletterteam zur IFSC-Weltjugendmeisterschaft 2011 in Imst, Österreich, zu entsenden.